# 廖曉立
廖曉立，臺灣臺北縣（今新北市）人，曾任中華民國任務型國民大會代表、民主進步黨基層黨職人員。
廖曉立曾於私立高中任教，其家族經營建設公司，在地方上頗具影響力。廖加入民進黨並活躍於台北縣地方政壇，曾任立法委員張清芳樹林服務處助理，2000年起獲選為民進黨台北縣黨部執行委員。2005年獲得民主進步黨提名為任務型國代第125名，同年獲選為任務型國代，參與修憲。
2007年，廖曉立因性侵案件被捕，犯案手法為經由網路徵求年輕女性擔任模特兒，再加以性侵，有模特兒之狼之稱。多年來犯下50起左右的性侵案件，活動範圍主要在臺北縣。被捕交保之後再度犯案，二度交保後不知去向。